# Omid Nazari
Omid Nazari, född 29 april 1991 i Malmö, är en svensk-filippinsk-iransk fotbollsspelare (mittfältare) som spelar för malaysiska Negeri Sembilan. Hans moderklubb är Malmö FF.

## Klubbkarriär

### Malmö FF
Hans debut i Malmö FF kom 2008 när han blev inbytt i en träningsmatch mot FC Nordsjælland. Han debuterade dock inte i Allsvenskan förrän den 3 juli 2011 i en match mot IFK Norrköping. Den 15 december 2011 meddelades det att hans A-lagskontrakt med Malmö FF inte skulle förnyas.

### Ängelholms FF
I början av 2011 när han inte platsade i klubbens A-lag lånades han ut till Ängelholms FF. Varifrån han senare blev tillbakakallad för att få speltid under nye tränaren Rikard Norling.
Den 31 december 2011 skrev Nazari på för Ängelholms FF efter att Malmö FF inte hade förnyat hans kontrakt.
Ängelholms tränare Joakim Persson beskrev Nazari som en spelare med "teknik, spelförståelse och speed på planen" och "goda egenskaper utanför".

### FC Rosengård
I februari 2015 skrev Nazari på för division 2-klubben FC Rosengård.

### Det asiatiska äventyret
I FC Rosengård fick Nazari en nytändning och suget för fotbollen kom tillbaka. Han sökte sig vidare till Asien. Eftersom Nazaris mamma kommer från Filippinerna hade Filippinernas fotbollsförbund länge velat ha honom och hans bror i det filippinska landslaget, vilket ledde till att filippinska fotbollsklubbar fick upp ögonen för honom. År 2016 skrev så Nazari på för Cebu City-baserade Global FC. Nazari beskrev det som ett äventyr, ett sätt att upptäcka sin mammas hemland och ett skyltfönster att söka sig vidare till en större klubb i Asien. I Global FC vann Nazari ligan och cupen i hans första år och där gjorde han också 15 mål.
Efter insatsen i Global FC gav malaysiska Melaka United Nazari ett kontrakt, som dock revs efter att Nazari blev magsjuk precis innan början av säsongen.
Mellan 2017 och 2019 spelade Nazari i filippinska klubben Ceres-Negros i Bacolod City. Han vann Filippinska ligan 2017. I augusti 2019 gick Nazari till indonesiska Persib Bandung.
I mars 2021 värvades Nazari och hans bror Amin av filippinska United City. Den 29 januari 2022 värvades han av malaysiska Negeri Sembilan.

## Privatliv
Nazaris föräldrar är från Iran och Filippinerna. Hans yngre bror Amin Nazari är också en fotbollsspelare.